# Regal Entertainment Group
Regal Entertainment Group ist nach AMC Entertainment die zweitgrößte Kinokette in Nordamerika (USA und Kanada). Das Unternehmen betrieb im Jahr 2017 in 45 US-Bundesstaaten, Washington, D.C., Amerikanisch-Samoa und Nördliche Marianen an 560 Standorten insgesamt 7.322 Leinwände.
Die Gruppe mit Sitz in Knoxville (Tennessee) entstand 2002, als der Milliardär Philip F. Anschutz (Anschutz Entertainment Group) mehrere kleinere Ketten aufkaufte, die Mitte der 1990er Jahre nach dem Ende des Multiplex-Kino-Booms insolvent geworden waren. Anschutz gehört heute die Mehrheit der Anteile des Unternehmens. Anfang Dezember 2017 vereinbarte die britische Kinokette Cineworld die Übernahme der dreifach größeren Regal Entertainment zu einem Preis von 3,6 Milliarden Dollar, wodurch der weltweit zweitgrößte Kinobetreiber hinter AMC Entertainment entstand. Im März 2018 wurde das Unternehmen von der britischen Kinokette Cineworld übernommen.
Die Regal Entertainment Group betreibt ihre Kinos unter mehreren Marken, die größten davon sind
- Regal Cinemas,
- Edwards Theatres und
- United Artists Theatres.